# 中国人民解放军海军舟山水警区
中国人民解放军海军舟山水警区，机关驻地浙江省舟山市，是中国人民解放军东部战区海军的水警区。

## 沿革
1950年9月，以华东军区海军第四舰队领导机关为基础，在上海市组建成立华东军区海军舟山基地（1002部队）。1950年10月驻防舟山定海，机关设司令部、政治部、供给处。1951年3月，舟山基地与第七舰队领导机关合并，称华东军区海军舟山基地兼第七舰队。1952年9月，改称中国人民解放军海军舟山基地。1955年10月，改属中国人民解放军海军东海舰队建制，下辖舰艇部队、岸防兵、专业勤务部队。1957年，该部队代号改称1881部队，1962年改称4007部队，1975年改称37502部队。2003年12月编制体制调整，更名为中国人民解放军海军舟山保障基地。2012年，海军舟山保障基地撤销。
2012年，中国人民解放军海军舟山水警区成立，隶属中国人民解放军海军东海舰队。海军舟山水警区以原海军部队为框架，与原海军舟山保障基地司政机关整编组建而成。部队驻浙江省等地。除负责辖区作战、机动支援作战等任务外，还负责核生化防护、外事保障等任务。

## 历任领导
| 海军舟山基地、舟山保障基地司令员 1. 高志荣少将（1950年10月—1952年4月） 2. 马龙少将（1952年4月—1956年6月） 3. 张元培（1956年6月—9月，副司令员代理） 4. 马龙少将（1957年10月—1968年11月，东海舰队副司令员兼任） 5. 李静（1970年1月—1972年9月） 6. 张朝忠（1972年10月—1977年4月） 7. 沈佩华（1977年4月—1979年1月） 8. 孟守义（1979年1月—1983年3月） 9. 马云伦（1983年8月—1985年8月） 10. 牛玉山（1985年8月—1987年7月） 11. 王永国海军少将（1987年7月—1991年10月） 12. 陈秉巨海军少将（1991年10月—1996年8月） 13. 肖德万海军少将（1996年8月—2002年11月） 14. 徐洪猛海军少将（2002年11月—2005年7月） 15. 包裕平海军少将（2005年7月—2012年） 海军舟山水警区司令员 1. 程杰海军少将（2012年—2014年） 2. 罗仙林海军少将（2014年—） | 海军舟山基地、舟山保障基地政治委员 1. 张雄少将（1950年10月—1951年11月） 2. 李志明（1951年12月—1955年4月） 3. 阙中一少将（1955年4月—1962年6月） 4. 宋献璋少将（1963年6月—1968年11月） 5. 张逸民（1968年11月—1972年1月） 6. 张明汉（1972年1月—1977年4月，副政委代理） 7. 南平波（1977年4月—1979年8月） 8. 冯达（1981年6月—1983年8月） 9. 李中文（1983年8月—1988年） 10. 杨怀庆海军少将（1988年7月—1990年6月） 11. 严尔益海军少将（1990年6月—1995年7月） 12. 毕惠义海军少将（1995年7月—1996年12月） 13. 张广东海军少将（1996年12月—2002年4月） 14. 徐宏俊海军少将（2002年4月—2003年12月） 15. 高长清海军少将（2003年12月—2005年12月） 16. 刘苏闽海军少将（2005年12月—2010年4月） 17. 温新超海军少将（2010年4月—2012年） 海军舟山水警区政治委员 1. 赵平海军少将（2012年—） |